# Dragomir Stojnew
Dragomir Wełkow Stojnew, bułg. Драгомир Велков Стойнев (ur. 6 maja 1976 w Trypolisie) – bułgarski polityk i ekonomista, deputowany, w latach 2013–2014 minister gospodarki, energetyki i turystyki.

## Życiorys
Studiował na Université de Cergy-Pontoise i Université Paris-Nanterre, w 2002 uzyskał magisterium z ekonomii na Université Panthéon-Sorbonne. Kształcił się też w Bundesakademie für öffentliche Verwaltung i École nationale d’administration. Wstąpił do Bułgarskiej Partii Socjalistycznej. Został bliskim współpracownikiem i doradcą ekonomicznym Sergeja Staniszewa. Pracował też w wydziale zarządzania i strategii w kancelarii premiera oraz w administracji prezydenta Georgiego Pyrwanowa. W lipcu 2009 po raz pierwszy wybrany do Zgromadzenia Narodowego, uzyskiwał reelekcję w maju 2013, październiku 2014, marcu 2017, kwietniu 2021, lipcu 2021, listopadzie 2021, październiku 2022, kwietniu 2023, czerwcu 2024 i październiku 2024.
W maju 2013 objął stanowisko ministra gospodarki, energetyki i turystyki w gabinecie Płamena Oreszarskiego, które zajmował do sierpnia 2014. Pełnił funkcję wiceprzewodniczącego BSP. W lipcu 2014 ubiegał się o przywództwo w partii, przegrywając w drugiej turze z Michaiłem Mikowem.

## Życie prywatne
Żonaty, ma dwoje dzieci.